# Gamma1 Normae
Gamma1 Normae (γ1 Nor) es una estrella de magnitud aparente +4,97 situada en la constelación de Norma, la regla. Junto a Gamma2 Normae (γ2 Nor) comparten la denominación de Bayer «Gamma» en una constelación donde no hay estrella «Alfa» ni «Beta». Ambas estrellas son absolutamente independientes, ya que Gamma1 Normae se encuentra a unos 1470 años luz de distancia del sistema solar, mientras que Gamma2 Normae está 11 veces más cerca, a 128 años luz.
Gamma1 Normae es una supergigante amarilla de tipo espectral F9Ia de 6077 K de temperatura efectiva.
Con una luminosidad igual a 2075 soles no es especialmente luminosa para ser una estrella supergigante, siendo sus características físicas no muy distintas a las de Sadalsuud (β Aquarii), aunque es algo más caliente que esta última. Su radio es 160 veces más grande que el radio solar, equivalente a 0,74 UA, aproximadamente la distancia que separa a Venus del Sol.
Tiene una masa 6,6 ± 0,4 veces mayor que la masa solar y una edad aproximada de 53 millones de años.
El exoplaneta HD 149143 b descubierto en 2005 tiene una masa de 1,33 veces la de Júpiter y un período orbital de 4,072 días terrestres.